# 콘크리트 유토피아
콘크리트 유토피아(영어: Concrete Utopia)는 2023년 개봉한 대한민국의 스릴러 영화로, 엄태화가 연출을 맡았다.

## 시놉시스

### "지진으로 서울이 무너졌다!"
대한민국 역사 상 최악의 지진이 발생했다. 서울의 모든 곳이 무너지고 남은 건물이라곤 황궁 아파트 뿐, 황궁 아파트 입주민들은 살기 위해서 희생정신있는 영탁을 대표장으로 세우고 외부인을 배척하며 자신들만의 입지를 견고하게 다지기 시작하는데...
아파트 대표장이 어딘가 수상하다!

## 제작진

### 감독
- 엄태화

### 각본
- 엄태화
- 이신지 : 영화 《오케이! 마담》(각색), 영화 《돌멩이》(각색) 등

## 출연
- 이병헌 : 김영탁 역
- 박보영 : 명화 역
- 박서준 : 민성 역
- 박지후 : 혜원 역
- 김도윤 : 도균 역
- 김선영 : 금애 역
- 이서환 : 박소장 역
- 이효제 : 지혁 역
- 김시운 : 정우 역

## 우정출연
- 엄태구 : 노숙자 1 역
- 정영기 : 노숙자 2 역
- 오희준 : 노숙자 3 역
- 김준배 : 노숙자 4 역
- 공민정 : 효진 역

## 수상 목록
- 2023년 제32회 부일영화상 최우수작품상 (콘크리트 유토피아)
- 2023년 제32회 부일영화상 남우주연상 (이병헌)
- 2023년 제32회 부일영화상 여자 부문 올해의 스타상 (박보영)
- 2023년 제32회 부일영화상 촬영상 (조형래)
- 2023년 제44회 청룡영화상 남우주연상 (이병헌)
- 2023년 제44회 청룡영화상 청정원 인기스타상 (박보영)
- 2023년 제44회 청룡영화상 감독상 (엄태화)

## 같이 보기
- 대한민국의 아카데미 국제영화상 출품작